# Publius Septimius Geta (Vater des Septimius Severus)
Publius Septimius Geta († 171, wohl im Frühling) war Angehöriger der lokalen Oberschicht der römischen Colonia Leptis Magna in der Region Tripolitanien und Vater des römischen Kaisers Septimius Severus, der die Dynastie der Severer begründete.

## Herkunft und Familie
Seine Familie gehörte dem Ritterstand an und war äußerst wohlhabend; er selbst war Sohn des Lucius Septimius Severus. Seine Cousins Publius Septimius Aper (Suffektkonsul 153) sowie Gaius Septimius Severus (Suffektkonsul 160) waren bereits angesehene Senatoren, aus unbekannten Gründen – möglicherweise schlechtem Gesundheitszustand oder fehlenden Ambitionen – verfolgte Publius Septimius Geta im Gegensatz zu ihnen aber keine vergleichbare Karriere in der Reichspolitik.
Er war der erste Träger des Cognomens (und ursprünglichen Sklavennamens) „Geta“ in der Umgebung von Leptis Magna – möglicherweise hatte er diesen Namen nach Gaius Vitorius Hosidius Geta (Suffektkonsul im Jahr 120) erhalten, dessen Vater Marcus Vitorius Marcellus (Suffektkonsul 105) Mitschüler und Bekannter eines Septimius Severus war, also in Verbindung zur Familie der Septimii stand. Publius Septimius Geta war verheiratet mit Fulvia Pia und hatte mit ihr die zwei Söhne Lucius Septimius Severus und Publius Septimius Geta sowie die Tochter Septimia Octavilla.

## Mögliche politische Tätigkeit und Tod
Von ihm ausgeübte öffentliche Ämter oder andere Stationen seiner Karriere sind nicht sicher bekannt. Dem Senatorenstand gehörte er nicht an, allerdings könnte er lokale Ämter innegehabt haben. So wurde vermutet, dass es sich bei dem städtischen Ädil „[...]s Geta“, der von einer fragmentierten Bauinschrift aus Leptis Magna bekannt ist, um Publius Septimius Geta handelt. Anthony R. Birley hat darüber hinaus vermutet, dass die Aufgaben eines advocatus fisci (juristischer Vertreter der römischen Steuerbeamten) und eines Militärtribunen, die der spätere Kaiser Septimius Severus antiken Quellen zufolge ausgeführt haben soll, diesem nur aufgrund einer Verwechselung zugeschrieben wurden und in Wirklichkeit von seinem Vater ausgeübt worden waren. Dass diese Ämter nicht in den Inschriften aufgeführt werden, in denen Publius Septimius Geta genannt wird (siehe unten), erklärt er damit, dass man dadurch die unbedeutenden von ihm ausgeübten Ämter, also die vergleichsweise niedrige Herkunft des Septimius Severus, im Nachhinein zu vertuschen suchte.
Publius Septimius Geta starb wahrscheinlich im Frühjahr 171, als sein Sohn nach Ausübung der Quaestur in Rom (170) für eine zweite Amtszeit als Quaestor in die Provinz Baetica aufbrechen wollte. Durch den Todesfall wurde er daran gehindert und musste zunächst in Africa familiäre Angelegenheiten klären; währenddessen wurde ihm statt der Baetica die Provinz Sardinien zugewiesen, in der er frühestens im Juli 171 seine Tätigkeit begann.